# Cheyenne Tozzi
Cheyenne Tozzi (20 de dezembro de 1988, Austrália) é uma cantora e modelo australiana.
Irmã da cantora Tahyna Tozzi. Em 2016, Cheyenne se tornou embaixadora nacional da ONU Mulheres Austrália.

## Biografia
Cheyenne Tozzi, nasceu em 20 de dezembro de 1988, na Austrália.

## Carreira
Começou a carreira de modelo aos 8 anos e aos 13 anos se tornou uma das pessoas mais jovens a aparecer na capa da Harper's Bazaar. Já posou para as capas da Vogue México, Vogue Austrália,
Cheyenne abandonou a carreira de modelo depois da mãe ter sido diagnosticada com câncer.
Como cantora, lidera a banda Van Hoorn, que se apresenta para as tropas australianas ao redor do mundo. Em 2016, lançou o primeiro single "Other Bae".

## Causas Social
Em 2016, Cheyenne se tornou embaixadora nacional da ONU Mulheres Austrália. Cheyenne Tozzi apoiou a ONU emprestando a voz para gerar consciência ou fazer uma diferença positiva na vida das pessoas.

## Vida pessoal
Cheyenne tem uma filha chamada Dahlia De La Lune com o modelo brasileiro Marlon Teixeira. Marlon e Cheyenne se separaram em 2020.

## Álbuns
- Other Bae, 2016;